# Haarlemse doodslag
Het arrest Haarlemse doodslag (HR 7 mei 1985, NJ 1985/821) is een arrest van de Nederlandse Hoge Raad dat betrekking heeft op het leerstuk van causaliteit in het strafrecht en het criterium van redelijke toerekening.

## Casus
Verdachte brengt op 21 mei 1983 te Haarlem met een mes een aantal steekwonden toe in het hoofd en het lichaam van het slachtoffer. Het slachtoffer komt op 28 mei 1983 te overlijden. Uit een artsenrapport blijkt dat de dood mogelijk voorkomen had kunnen worden indien er medisch gezien beter was opgetreden.

## Rechtsvraag
Voor het bewijs van doodslag is een causaal verband noodzakelijk tussen de gedraging van de verdachte en het overlijden van het slachtoffer. Kan in dit geval het overlijden van het slachtoffer redelijkerwijs aan de gedraging van de verdachte worden toegerekend? Het gaat hier dus om het leerstuk van causaliteit in het strafrecht en de toepassing van het criterium van redelijke toerekening.

## Procesgang
De verdachte wordt veroordeeld voor doodslag (artikel 287 Sr). Hij voert als verweer aan dat de dood van het slachtoffer niet rechtstreeks het gevolg is van zijn handelen. Aangezien uit onderzoek blijkt dat het slachtoffer had kunnen overleven bij ander of beter medisch ingrijpen, betoogt de verdachte dat de fatale afloop niet langer aan de steekwonden kan worden toegerekend. Volgens hem ontbreekt daarmee het noodzakelijke causale verband tussen de steekpartij en het overlijden van het slachtoffer. De verdachte wordt door de rechtbank en het hof veroordeeld voor doodslag
Hiertegen gaat verdachte in cassatie in bij de Hoge Raad. Het cassatieberoep wordt verworpen.

## Hoge Raad
De Hoge Raad overwoog:

### Eerste middel
5.1.1. Bij de bewezenverklaring is het hof kennelijk en terecht ervan uitgegaan dat "opzettelijk van het leven beroven" ook geschiedt op het tijdstip dat degene die zich daaraan schuldig maakt met het opzet een ander te doden zijnerzijds datgene heeft gedaan wat tot de dood van het slachtoffer leidt en niet slechts op het tijdstip waarop het slachtoffer aan het door de dader gepleegde geweld bezwijkt.

### Tweede middel
5.2.2. Het hof heeft (...) terecht aangenomen, dat, zelfs indien de door de raadsman geopperde mogelijkheid zou hebben bestaan [dat het slachtoffer bij eerder of ander ingrijpen van de behandelende artsen zou zijn hersteld], zulks geenszins eraan in de weg staat dat de dood van het slachtoffer als het gevolg van het eerder handelen van de verdachte wordt toegerekend aan laatstgenoemde, wiens opzet (...) op die dood was gericht.

5.2.3. In het middel wordt eveneens uit het oog verloren dat het feit dat medische zorg (...) nodig was, te wijten was aan het wangedrag van de verdachte en dat het ontbreken of tekortschieten in die zorg door anderen –daargelaten hun verantwoordelijkheid daarvoor– de verdachte niet van zijn aansprakelijkheid voor het door hem misdrevene, waarmee de dood van het slachtoffer werd nagestreefd, ontheft en hij, als de dood intreedt, aan berechting, veroordeling en bestraffing wegens 'doodslag' (...) niet behoort te ontkomen.